# Nolan West
Nolan West (sinh ngày 30 tháng 9 năm 1990)  là một chính trị gia người Mỹ và là thành viên của Hạ viện Minnesota. Ngoài ra anh cũng là thành viên của Đảng Cộng hòa bang Minnesota, ông đại diện cho Quận 37B ở khu vực đô thị phía Bắc thành phố Twin.

## Quê hương
West có quê hương tại Blaine, Minnesota.